# Scoliopteryx pallida
Scoliopteryx pallida là một loài bướm đêm trong họ Erebidae.